# Teleogramma (bướm đêm)
Teleogramma là một chi bướm đêm thuộc họ Yponomeutidae.

## Các loài
- Teleogramma thiospila - Turner, 1903
- Teleogramma triexoda - Meyrick, 1923
- Teleogramma vulnerosa - Diakonoff, 1955